# Хелмут Јан
Хелмут Јан (Цирндорф, 4. јануар 1940 — Камптон Хил, 8. мај 2021) био је немачки архитекта. Излази из класицистичке модерне. Спада ка творцима новог Берлина и његови пројекти су значајни за савремену архитектуру. Добио је међународни сертификат са грађевинама као што су франкфуртска изложбена кула (1988—1991), Сони центар са железничком кулом на Потсдамском тргу у Берлину (1995—2000), аеродром Суварнабуми (2002—2005), као и Весер у Бремену.
Студирао је у Минхену и Чикагу, а дипломирао у Минхену. Једно време је живео у САД и постао један од најталентованијих на овом континенту. Радио је не многим најпопуларнијим грађевинама у светским размерама. За време свог 35 годишњег рада у САД утицао је на развој америчке архитектуре.
Имао је широки спектар деловања и његово поље рада било је пројектовање и градња станица, библиотека, административних зграда, правних зграда, хотела, школа спортских стадиона и ппољопривредних зграда.